# Торнау, Фёдор Фёдорович

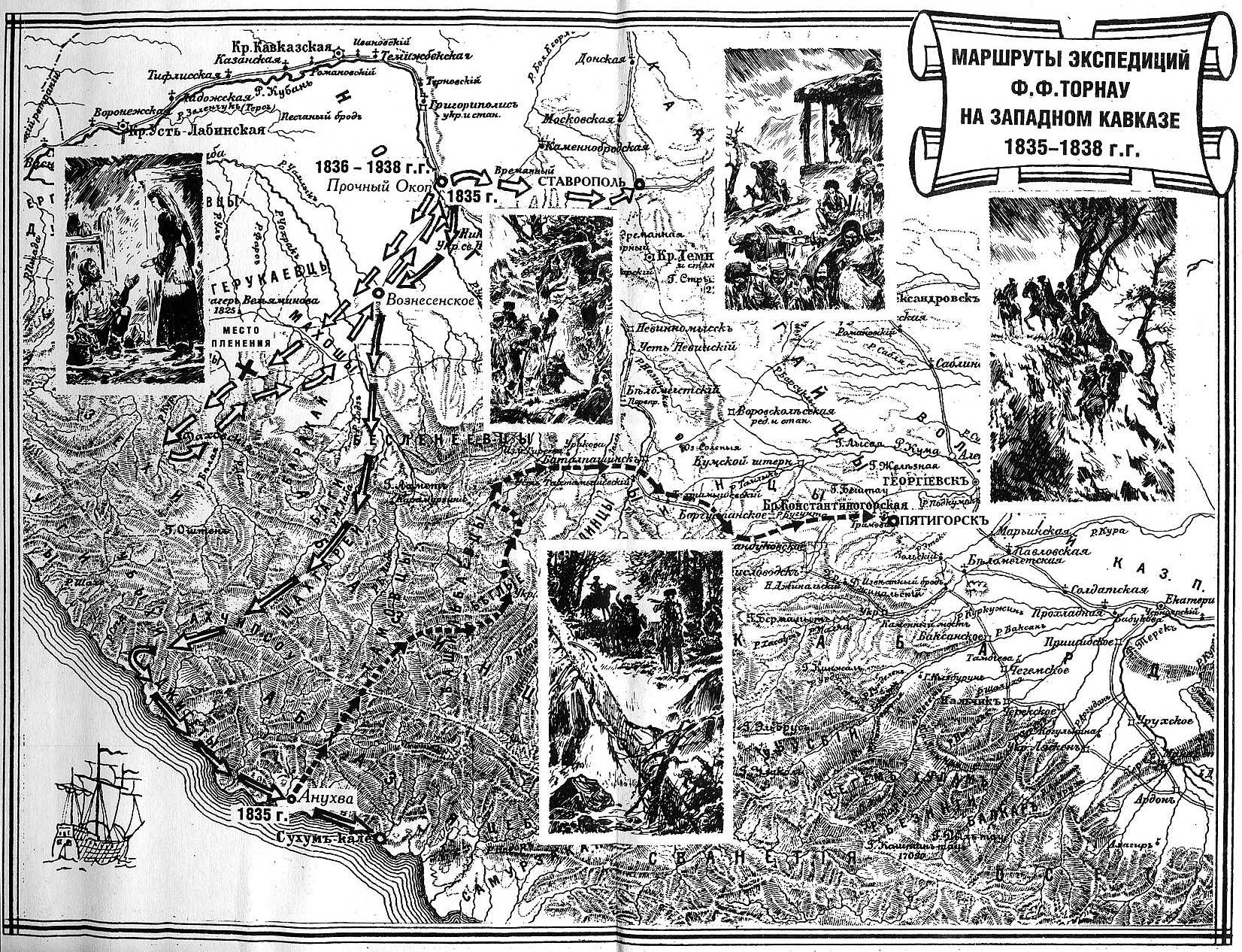
Карта походов Ф. Ф. Торнау

Барон Фёдор Фёдорович фон Торнау, Торнов (1810—1890) — русский военный разведчик и дипломат немецкого происхождения, генерал-лейтенант, участник основных военных кампаний николаевской эпохи, автор подробных воспоминаний.

## Биография
Фёдор Фёдорович Торнау родился в 1810 году в Полоцке, в семье курляндских баронов, многие поколения которой посвятили себя военной службе. Баронский род Торнау, как утверждает словарь Брокгауза и Ефрона, восходит к XVI веку и ведет своё происхождение из Померании, а в 1639 году получил индигенат (подданство) в Курляндии. Его отец, полковник Фёдор Григорьевич Торнов, участник Отечественной войны 1812 года, дед — генерал екатерининских времен.
Образование получил в Благородном пансионе при Царскосельском лицее (вып. 1828). Начав службу 18-летним прапорщиком в Малой Валахии, Торнау все последующие повышения в чине «достались… за отличие — редкая вещь в Русской армии». Участвовал в Русско-Турецкой войне 1828—1829 гг., в Польской кампании 1831 года. В 1832 году прибыл в Тифлис, где начал службу в Генеральном штабе в чине армейского подпоручика. Принимал участие в нескольких экспедициях в Чечне к селениям Герменчук и Валерик. С 1835 по 1838 годы провел среди горцев в качестве разведчика, в том числе в качестве пленника. Именно этот период его службы описывается в «Воспоминаниях кавказского офицера».
В этот период он первым из русских под видом горца проник в 1835 году через Главный Кавказский хребет (перевал Псеашхо) в район современного Большого Сочи (Красная Поляна, Кудепста, Хоста, Мацеста, Центральная часть Сочи) с целью «тайного обозрения морского побережья к северу от Гагры». Во время третьей экспедиции с целью разведки морского побережья от р. Сочи до Геленджика в результате предательства проводников попал в плен к кабардинцам, где провел два года и два месяца. Горцы потребовали за него огромный выкуп: столько золота, сколько весил сам пленный. Торнау, верный идее жертвовать собой ради пользы государства, отверг все условия выкупа. После нескольких безуспешных попыток его освобождения русскими войсками, в ночь с 9-е на 10-е ноября 1838 года ногайскому князю Тембулату Карамурзину удалось похитить пленника у кабардинцев.
Закончил службу в чине генерал-лейтенанта, военным агентом в Вене, членом Военно-ученого комитета Главного штаба. Последние годы жизни Ф. Ф. Торнау провел в Австрии, где и умер 7 января 1890 года.

## Вклад в изучение Кавказа
Фёдор Фёдорович Торнау является одним из ярких представителей прогрессивного русского офицерства периода присоединения Кавказа к России.
Ф. Ф. Торнау собрал и опубликовал, а частью оставил в рукописном виде многочисленные материалы по истории, этнографии, исторической географии Западного Кавказа, дающие широкую картину жизни кавказских народов первой трети XIX века.
Большую известность как в России так и за рубежом получила его книга «Воспоминания кавказского офицера», которая впервые была опубликована в 1864 году в «Русском вестнике» за подписью «Т». Позднее была переведена на ряд европейских языков. В 2008 году «Воспоминания кавказского офицера» были изданы Сочинским отделением Русского Географического общества.
Известный кавказовед А. П. Берже в своем «Этнографическом обозрении Кавказа» писал: «В 1864 году Торнау издал свои „Воспоминания кавказского офицера“. Представляя живой рассказ… томления автора в плену у горцев, они содержат много новых и любопытных подробностей о домашнем и юридическом быте абхазов и их соседей черкесов. Как по изложению, так, главным образом, по содержанию своему сочинение Торнау принадлежит, по моему мнению, к лучшим произведениям, вышедшим из-под пера наших отечественных деятелей на Кавказе».
Материалы Торнау основательно использованы в многотомном сочинении академика Н. Ф. Дубровина «История войны и владычества русских на Кавказе», исследованиях ботаника и географа Н. М. Альбова, на воспоминания ссылается русский историк литературы академик Н. А. Котляревский. В 1876 году книга Ф. Торнау была переведена на французский язык академиком М. Броссе и напечатана в качестве Приложения к его «Collection d`historiens Armeniens» (t II, SPb., 1876). Он высоко оценил содержащиеся в ней факты исторического, биографического и этнографического порядка.

## Память
- В честь Ф. Ф. Торнау назван один из перевалов на Западном Кавказе[2].
- В честь Ф. Ф. Торнау названа одна из вершин хребта Аишха на Западном Кавказе[3]